# Костянтинівка (Онуфріївська селищна громада)
Костянти́нівка — село в Україні, в Онуфріївській селищній громаді Олександрійського району Кіровоградської області. Населення становить 123 осіб.

## Населення
Згідно з переписом УРСР 1989 року чисельність наявного населення села становила 108 осіб, з яких 46 чоловіків та 62 жінки.
За переписом населення України 2001 року в селі мешкали 123 особи.

### Мова
Розподіл населення за рідною мовою за даними перепису 2001 року:
| Мова       | Кількість | Відсоток |
| ---------- | --------- | -------- |
| українська | 121       | 98.37%   |
| російська  | 2         | 1.63%    |
| Усього     | 123       | 100%     |